# Der vermessene Mensch
Der vermessene Mensch è un film drammatico tedesco del 2023 diretto da Lars Kraume. 
Interpretato da Leonard Scheicher nei panni di un etnologo, il film narra la storia del genocidio degli Herero e dei Nama perpetrato nell'Africa tedesca del Sud Ovest (ora Namibia) tra il 1904 e il 1908. È stato presentato in anteprima mondiale il 22 febbraio 2023 al 73º Festival Internazionale del Cinema di Berlino.  È uscito nelle sale cinematografiche il 23 marzo 2023.